# HMS Association (1697)

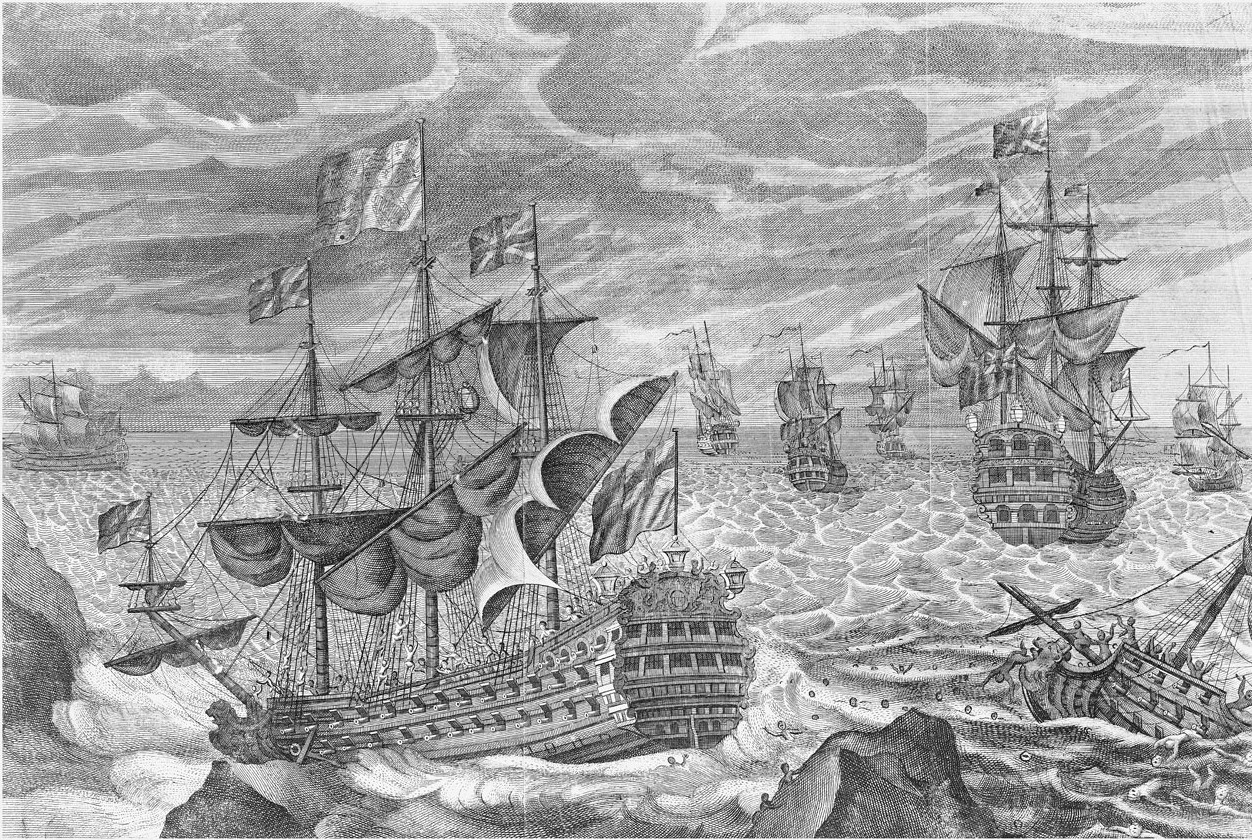
Une gravure du XVIIIe siècle du désastre naval de Sorlingues, avec le HMS Association au centre

Le HMS Association est un vaisseau de ligne de deuxième rang de 90 canons de la Royal Navy, lancé au Portsmouth Dockyard en 1697,. Il sert avec distinction lors de la prise de Gibraltar, avant de faire naufrage au large des îles Sorlingues en 1707 dans ce qui est, à ce jour, l'un des plus importants désastres maritimes de l'Histoire britannique.

## Carrière
Le HMS Association survit à la Grande tempête de 1703, pendant laquelle il est à l'ancre à Harwich. Son gréement doit être coupé pour éviter qu'il n'aille s'échouer sur le banc de sable Galloper, et il dérive jusqu'à Gothenburg (Göteborg) en Suède avant de pouvoir rentrer en Grande-Bretagne. 
Le HMS Association sert de vaisseau amiral à Sir Cloudesley Shovell en Méditerranée pendant la Guerre de Succession d'Espagne. Il participe à la prise de Gibraltar le 21 juillet 1704, et, vainement, au siège de Toulon pendant l'été 1707.
Sur le chemin du retour, la flotte anglaise essuie tempête sur tempête et se perd à l'entrée de la Manche. Le HMS Association heurte un rocher à proximité des Sorlingues et coule en quelques minutes. Tous les membres d'équipage meurent noyés, y compris l'amiral Shovell dont on trouvera le corps sur une plage le lendemain.

## Sources et bibliographie
- (en) Simon Harris, Sir Cloudesley Shovell : Stuart Admiral, 2001,  (ISBN 1-86227-099-6)
- (en) David Hepper, British Warship Losses in the Age of Sail, 1650-1859 (1994)
- (en) Brian Lavery, The Ship of the Line - Volume 1 : The development of the battlefleet 1650-1850, Conway Maritime Press, 2003,  (ISBN 0-85177-252-8).
- (en) Michael Phillips, « Association (90) (1697) » sur Ships of the Old Navy